# Coppa Mitropa 1984-1985
La Coppa Mitropa 1984-1985 fu la quarantatreesima edizione del torneo e venne vinta dagli jugoslavi dell'Iskra Bugojno, al primo titolo nella competizione.
A questa edizione rientra la squadra italiana al posto di quella austriaca.

## Partecipanti
| Nazione                   | Squadra              | Campionato                                                 | Note |
| ------------------------- | -------------------- | ---------------------------------------------------------- | ---- |
| Cecoslovacchia (bandiera) | Baník Ostrava        | 1º campionato di Cecoslovacchia 2. liga 1983-84            |      |
| Jugoslavia (bandiera)     | Iskra Bugojno        | 1º campionato di Jugoslavia Druga Liga Girone Ovst 1983-84 |      |
| Ungheria (bandiera)       | Spartakus Békéscsaba | 3º campionato d'Ungheria Nemzeti Bajnokság II 1983-84      |      |
| Italia (bandiera)         | BC Atalanta          | 1º campionato d'Italia serie B 1983-84                     |      |

## Torneo
Prima giornata
Gare giocate il 17 e 24 ottobre
| Squadra 1            | Risultato | Squadra 2     |
| -------------------- | --------- | ------------- |
| Spartakus Békéscsaba | 1 - 1     | Iskra Bugojno |
| BC Atalanta          | 0 - 0     | Baník Ostrava |

Seconda giornata
Gare giocate il 7 novembre
| Squadra 1     | Risultato | Squadra 2            |
| ------------- | --------- | -------------------- |
| Baník Ostrava | 1 - 0     | Spartakus Békéscsaba |
| Iskra Bugojno | 2 - 0     | BC Atalanta          |

Terza giornata
Gare giocate il 28 novembre
| Squadra 1            | Risultato | Squadra 2     |
| -------------------- | --------- | ------------- |
| Spartakus Békéscsaba | 1 - 2     | BC Atalanta   |
| Iskra Bugojno        | 1 - 0     | Baník Ostrava |

Quarta giornata
Gare giocate il 19 e 27 marzo
| Squadra 1     | Risultato | Squadra 2            |
| ------------- | --------- | -------------------- |
| Iskra Bugojno | 4 - 0     | Spartakus Békéscsaba |
| Baník Ostrava | 0 - 0     | BC Atalanta          |

Quinta giornata
Gare giocate il 3 e 10 aprile
| Squadra 1            | Risultato | Squadra 2     |
| -------------------- | --------- | ------------- |
| BC Atalanta          | 1 - 0     | Iskra Bugojno |
| Spartakus Békéscsaba | 1 - 0     | Baník Ostrava |

Sesta giornata
Gare giocate il 24 e 27 aprile
| Squadra 1     | Risultato | Squadra 2            |
| ------------- | --------- | -------------------- |
| BC Atalanta   | 2 - 2     | Spartakus Békéscsaba |
| Baník Ostrava | 1 - 1     | Iskra Bugojno        |

Classifica
| Squadra              | P.ti | G | V | P | S | GF | GS | DR |
| -------------------- | ---- | - | - | - | - | -- | -- | -- |
| Iskra Bugojno        | 8    | 6 | 3 | 2 | 1 | 9  | 3  | +6 |
| BC Atalanta          | 7    | 6 | 2 | 3 | 1 | 5  | 5  | 0  |
| Baník Ostrava        | 5    | 6 | 1 | 3 | 2 | 2  | 3  | -1 |
| Spartakus Békéscsaba | 4    | 6 | 1 | 2 | 3 | 5  | 10 | -5 |

## Classifica marcatori
|  | Gol | Marcatore    | Squadra       |
|  | --- | ------------ | ------------- |
|  | 3   | Damir Vrabac | Iskra Bugojno |